# Overlevenden
Overlevenden is een Franse sciencefictionstripreeks, bestaande uit vijf delen, welke verschenen tussen 2011 en 2017. Het scenario en de tekeningen zijn van Leo. De verhalen spelen zich af op een fictieve planeet GJ1347-4 en speelt zich in hetzelfde universum af als De werelden van Aldebaran. Anders dan de drie voorgaande cycli, staan in Overlevenden de belevenissen van de vrouwelijke hoofdpersoon Kim niet centraal. De albums zijn genummerd in episodes. 
Overlevenden speelt zich ongeveer 100 jaar voor het eerste strip van Aldebaran af, maar het is wel de meest recente cyclus.

## Verhaal
Een groep van twaalf jonge mensen ontwaakt uit een kunstmatige slaap en bevinden zich niet meer op het interstellaire schip, maar in een ruimtesloep. De ruimtesloep die op een onbekende planeet is geland. Ze zijn hier niet op voorbereid en komen spoedig in de problemen als ze de sloep verlaten. De groep valt uiteen en door onverwachtse tijdsprongen veroorzaakt door een vorm van kwantumanomalieën raken ze ook nog in tijd van elkaar gescheiden. Het blijkt dat de planeet door verschillende rassen wordt bevolkt die net als zij ook op de planeet zijn gestrand.

## Hoofdpersonen
- Alex Muniz
- Manon Servoz
- Max Cassani
- Ilse Mayfarth
- Mel Diggin
- Hakim Macer
- Djamila Macer
- Pamela Griffith
- Shirley Harris